# Torrot Muvi
Il Torrot Muvi è uno scooter elettrico, prodotto dalla Torrot dal 2017.

## Storia
Annunciato nel febbraio 2015 il progetto di un nuovo motociclo del rinato marchio Torrot, ad EICMA nel novembre 2016 viene presentato il Muvi, piccolo scooter elettrico a ruote alte da 16” che entra in produzione nel primo trimestre del 2017 e viene lanciato sul mercato spagnolo nello stesso anno mentre nel resto dell’Europa l’anno successivo.
Due le versioni: City equivalente ad un cinquantino e la Executive equivalente ad un 125.
Nel 2018 viene introdotta la versione 2.0 migliorata nella ciclistica con nuova forcella anteriore e disco posteriore dal diametro maggiorato.
Dal 2019 viene commercializzato anche dalla svizzera Qooder tramite un accordo di badge engineering ribattezzato Qooder Oxygen.

## Caratteristiche

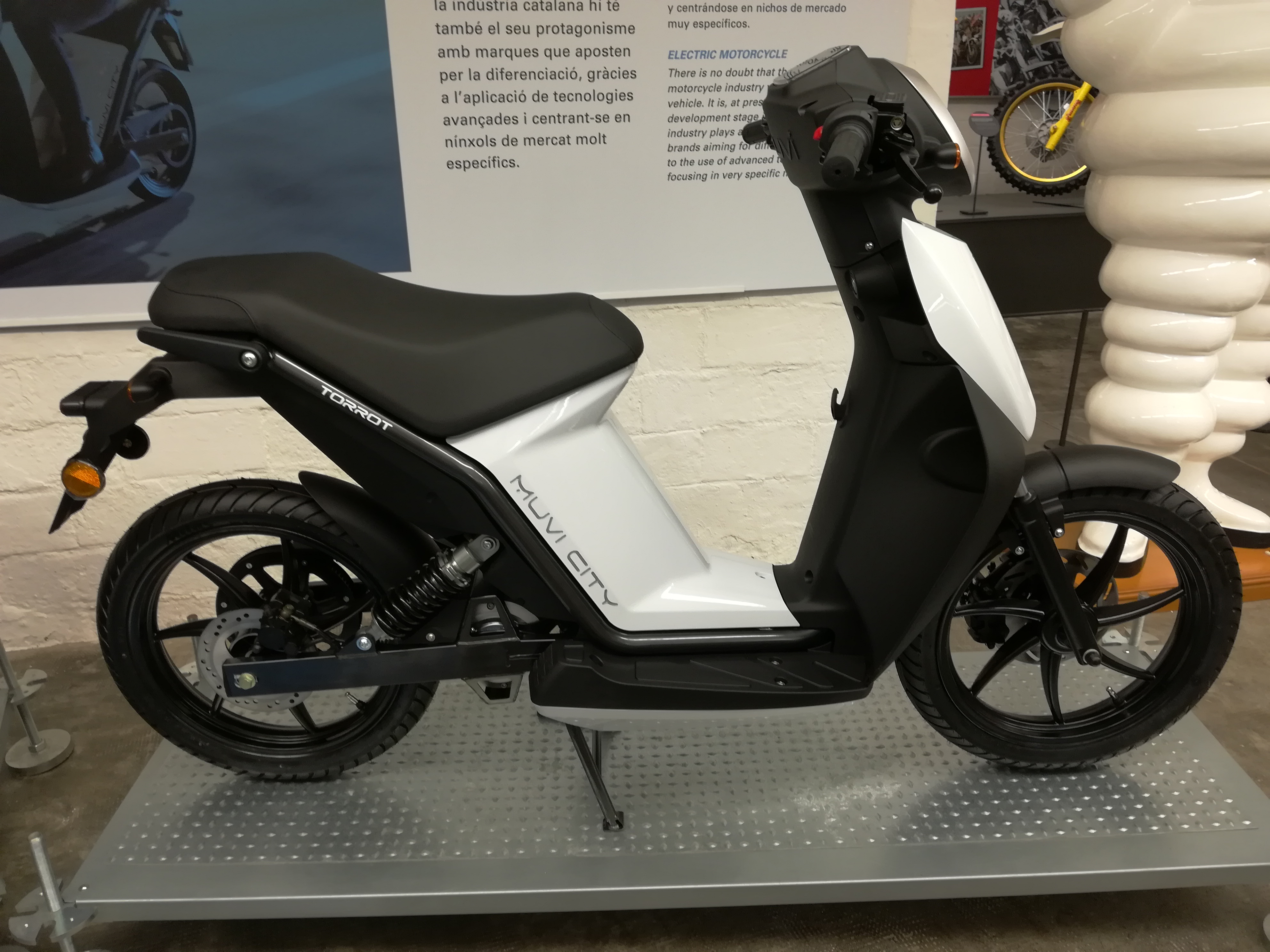
Vista laterale

Il Muvi è un piccolo scooter lungo 1,855 metri dal peso contenuto (85 kg comprensivi di batteria). Il modello City raggiunge una velocità massima di es de 45 km/h ed è omologato come ciclomotore (L1e), mentre il modello Executive raggiunge i 60 km/h di velocità massima (omologazione L3e). L’altezza sella è di 810 mm.
La forcella anteriore è telescopica con steli da 27 mm sulla prima versione del 2017, da 30 mm dal modello “Muvi 2.0” prodotto dal 2018. Al posteriore è presente un mono ammortizzatore.
Il motore elettrico brushless da 48V eroga 2,65 kW (3,6 CV) sul modello City e 3 kW (4,1 CV) sul modello Executive. Per entrambi la coppia massima è di 35 N·m.
Le due batterie estraibili Li-ion pesano ciascuna 8 kg, hanno una capacitá totale di 2,99 kWh.
L’autonomia omologata è di 71 km sul modello Executive, mentre è di  78 km per il City.
Con il caricatore di serie da 5A la ricarica da una presa domestica a 220 V avviene in 5 ore. Con il caricatore da 10A optional so riduce a 2,5 ore.
L’impianto frenante è composto da disco anteriore da 220 mm e disco posteriore da 190 mm (modello 2017) o 200 mm (Muvi 2.0 dal 2018). Di serie la frenata integrale CBS.
Le gomme sono 90/80 R16.